# K9 Web Protection
K9 Web Protection — компьютерная программа, предназначенная для осуществления родительского контроля и ограничения пользователей от нежелательного контента. Работает под операционными системами Windows, Mac OS. Для Android и устройств фирмы Apple (iPhone, iPod, iPad) существует в виде мобильного браузера. Разработка компании Blue Coat Systems. Программа распространяется по лицензии Freeware для домашних пользователей, и по лицензии Shareware для предприятий.
Для установки требует бесплатной регистрации на официальном сайте. На данный момент зарегистрировано более 5,8 миллиона пользователей.
1 августа 2016 года компания Blue Coat Systems, Inc. была приобретена корпорацией Symantec.
Поддержка пользователей будет прекращена после 30.06.2019. Был представлен инструмент для удаления программы. Возможности бесплатной  К9 включены в  платный Norton Antivirus Plus. Для пользователей программы антивирус предлагается за 29$ вместо 59.

## Возможности программы
- Блокировка сайтов, разбитых на 69 различных категорий. Все категории делятся на опасные и потенциально опасные. Есть возможность выбрать уровень защиты, начиная от самого высокого (High), при котором блокируются практически все опасные категории, и до самого минимального (Monitor), при котором разрешён доступ на любые сайты, но при этом все действия пользователя записываются в журнал программы. Помимо этого можно создать собственный пользовательский уровень защиты.
- Программа использует Service-Based Filtering (сервис для фильтрации на основе базы данных), который получает и производит оценку 25-30 миллиардов запросов ежедневно, обеспечивая наиболее точное содержание фильтрующей базы данных и уверенную фильтрацию веб-сайтов нежелательного содержания.
- Динамическая оценка в режиме реального времени по запатентованной компанией Blue Coat технологии Dynamic Real-Time Rating (DRTR). Позволяет автоматически определять категорию веб-сайта, не имеющегося в базе данных программы.
- Любой пользователь, даже не имеющий доступа к настройкам, может отправить запрос разработчикам о включении/исключении определённого сайта из определённых категорий.
- Принудительное включение безопасного поиска в поддерживаемых программой поисковых системах. В их числе Google, Bing, Yahoo!, You Tube, Ask.com, A9.com[англ.], AltaVista и Orange. До недавнего времени имелась возможность запретить доступ ко всем поисковым системам, которые программа не поддерживает (например Яндекс), однако позднее эта функция была убрана. Вместо неё появилась возможность использовать по умолчанию безопасный поиск официального сайта программы.
- Ограничение доступа к Интернету в заданное время суток. Возможна блокировка как по часам, так и по дням недели.
- Блокировка веб-страниц по ключевым словам.
- Применение звуковых эффектов при посещении запрещённых сайтов (а именно лай собаки).
- Возможность полной блокировки Интернета на определённое время, если за заданный промежуток времени было множество попыток захода на сайт из запрещённой категории.
- Администратор может зайти в запрещённую категорию на определённое время, введя свой пароль или же полностью отключить такую возможность.
- Наличие чёрного и белого списков. Сайты, добавленные в них будут блокированы/разрешены всегда вне зависимости от основных настроек. Самостоятельно добавить определённый сайт в чёрный список могут и пользователи, не имеющие доступа к другим настройкам.
- Ведение детальных отчётов о посещённых сайтах.
- Возможность автоматической отправки отчётов на указанный адрес электронной почты в случае попытки взлома программы.
- Проверка категории сайта без ввода пароля.

## Достоинства и недостатки

### Достоинства
- Любая попытка изменить файлы программы обычно приводит к полной блокировке Интернета.
- Благодаря тому, что K9 не загружает в себя базу данных, работа программы не тормозит работу компьютера. Следует отметить, что в случае, если программа не сможет подключиться к своей базе данных, доступ в Интернет также становится невозможен.
- Блокирует контент во всех популярных браузерах (Internet Explorer, Opera, Firefox, Safari, Google Chrome и др.)
- В отличие от многих конкурентов, программа полностью бесплатна для домашнего использования.

### Недостатки
- Программа имеет только англоязычный интерфейс, что затрудняет её использование. В сети в свободном доступе встречаются инструкции к программе на русском языке.
- В связи с отсутствием многоязычности, K9 не может блокировать неанглийские ключевые слова. Также K9 блокирует статьи на сексуальную тематику только в Английской Википедии и некоторых других крупных языковых разделах, тогда как во всех остальных разрешает свободный доступ.
- Программа может контролировать только протокол HTTP и частично HTTPS. Таким образом, другие протоколы теоретически могут быть использованы для обхода фильтра.
- Безопасный поиск доступен не для всех поисковых сайтов. Поэтому, несмотря на блокировку непосредственного доступа к запрещённым сайтам, картинки в них никак не фильтруются.
- Поскольку программное обеспечение устанавливается непосредственно на сам компьютер, а не на сервер, то опытный пользователь может обойти фильтр, используя стороннюю операционную систему или Live CD. Данный недостаток можно устранить изменением порядка загрузки устройств в BIOS и установки на него пароля.
- K9 не принимает пароли длиннее 15 символов.
- Не существует версии для Linux.